# Joanna Szulborska-Łukaszewicz
Joanna Szulborska-Łukaszewicz (ur. w Białymstoku) – polska teatrolożka, nauczycielka akademicka.

## Życiorys
Absolwentka Uniwersytetu Jagiellońskiego. Doktor nauk humanistycznych w dyscyplinie nauki o zarządzaniu – specjalność zarządzanie kulturą, teatrolog, pracownik administracji samorządowej z wieloletnim doświadczeniem, lektor języka polskiego jako obcego. Stypendystka Ministerstwa Edukacji Narodowej (2004–2006, Uniwersytet im. Konstantyna Presławskiego w Szumen, Bułgaria). Córka Eugeniusza Szulborskiego. 
Wykładowca Uniwersytetu Jagiellońskiego (2006–2018), w tym adiunkt w Instytucie Kultury na Wydziale Zarządzania i Komunikacji Społecznej Uniwersytetu Jagiellońskiego (2009–2015). Członek Komisji Zarządzania Kulturą i Mediami PAU (w latach 2014-2021 sekretarz, od 2021 – zastępca przewodniczącego). Zastępca redaktora naczelnego czasopisma „Zarządzanie w kulturze” w latach 2016–2017. 
Jako pracownik administracji samorządowej (od 1993 r.) współtworzyła wiele gminnych projektów i programów na rzecz kultury i artystów w Krakowie, m.in. Noc Poezji czy Nagroda Teatralna im. Stanisława Wyspiańskiego, Konkurs na Książkowy Debiut Poetycki im. Anny Świrszczyńskiej, konkurs o nagrodę Animator Roku. Członek Kapituły Nagrody Conrada (od 2015 r.). Członek Kapituły Nagrody Teatralnej im. S. Wyspiańskiego (od 2019 r.). Zastępca Przewodniczącego Komisji Konkursowej nagrody Miasta Krakowa „Animator Roku” (od 2022 r.) 
Koordynatorka prac nad Strategią Rozwoju Kultury w Krakowie na lata 2010–2014 oraz Programem Rozwoju Kultury w Krakowie 2030, przyjętym przez Radę Miasta Krakowa w lipcu 2017 r. Autorka opracowania Miejskie Instytucje Kultury. Przewodnik (Kraków 2000) oraz uaktualnionej wersji anglojęzycznej Municipal Institutions of Culture in Krakow(2002), monografii Polityka kulturalna w Krakowie (2009), raportu Artysto Scen Polskich, powiedz nam z czego żyjesz? (ZASP, 2015), współorganizatorka międzynarodowej konferencji Edukacja dla teatru a pedagogika teatralna. Idee i praktyka (2015) i współautorka publikacji wydanej pod tym samym tytułem (2017), współautorka książki Samorządy miejskie wobec sektora kultury w czasach kryzysu pandemicznego (2021).

## Wybrane publikacje
- J. Szulborska-Łukaszewicz, Polityka kulturalna w Krakowie, Biblioteka Zarządzania Kulturą, Wydawnictwo Attyka, Kraków 2009, 412 stron [monografia].
- A. Kędziora, Emil Orzechowski, J. Szulborska-Łukaszewicz, J. Zdebska-Schmidt (red.), Z kulturą o kulturze. Kultura pod ścianą, Biblioteka Zarządzania Kulturą, Wydawnictwo Attyka, Kraków 2014, 196 stron.
- J. Szulborska-Łukaszewicz, Artysto Scen Polskich, powiedz nam z czego żyjesz?, Kraków, 2015 [raport z badań ZG ZASP, 245 stron].
- J. Szulborska-Łukaszewicz, J. Olszewska-Gniadek, K. Plebańczyk, B. Turlejska (red.), Edukacja dla teatru a pedagogika teatralna – idee i praktyka, Wydawnictwo Attyka, Kraków, 2017.
- J. Szulborska-Łukaszewicz, Anna Rudnicka, Grzegorz Słącz (red.), Teatr KTO, Kraków 2018.
- Ewa Kocój, Joanna Szulborska-Łukaszewicz, Alicja Kędziora (red.), Zarządzanie w sektorze kultury. Między teorią a praktyką, Wydawnictwo UJ, Kraków 2019.
- K. Gajda, B. Gierat-Bieroń, J. Szulborska-Łukaszewicz, Samorządy miejskie wobec sektora kultury w czasach kryzysu pandemicznego, Wydawnictwo Attyka, Kraków 2021.

### Artykuły w tomach zbiorowych
- J. Szulborska-Łukaszewicz, Zarządzanie kulturą, czyli dwa plus dwa równa się osiem. [w:] „Zarządzanie w sektorze kultury. Między teorią a praktyką”, red. Ewa Kocój, J. Szulborska-Łukaszewicz, A. Kędziora, Wydawnictwo UJ, Kraków 2019.
- J. Szulborska-Łukaszewicz, Dokąd zmierzamy? Wokół konstytucji sektora kultury w Polsce [Ustawa o organizowaniu i prowadzeniu działalności kulturalnej] [w:] „Zarządzanie w sektorze kultury. Między teorią a praktyką”, red. Ewa Kocój, J. Szulborska-Łukaszewicz, A. Kędziora, Wydawnictwo UJ, Kraków 2019.
- J. Szulborska-Łukaszewicz, Na początku była publiczność. O funkcjach teatru w XXI wieku [w:] „Edukacja dla teatru a pedagogika teatralna – idee i praktyka”, red. J. Szulborska-Łukaszewicz, J. Olszewska-Gniadek, K. Plebańczyk, B. Turlejska, Wydawnictwo Attyka, Kraków, 2017, s. 24–42.
- J. Szulborska-Łukaszewicz, Kryteria wyboru i oceniania w kulturze – perspektywa samorządu [w:] „Kryteria wyboru i oceniania w kulturze” (red.) Joanna Winnicka-Gburek, Bogusław Dziadzia, Gdańsk 2017, s. 327–345.
- J. Szulborska-Łukaszewicz, Zarządzanie i teatr. O statusie artysty w Polsce, [w:] „Zarządzanie w kulturze” 2017, t.. 18, nr 3, s. 373–394.
- J. Szulborska-Łukaszewicz, Miejsce teatru w polityce kulturalnej państwa i samorządów. Teatry krakowskie [w:] „Systemy organizacji teatrów w Europie”, (red.) Karolina Prykowska-Michalak, Instytut Teatralny im. Z. Raszewskiego, Warszawa 2016, s. 291–312.
- J. Szulborska-Łukaszewicz, Trends in cutural policy and culture management in Poland (1989–2014) (II), „Zarządzanie w kulturze”, 2016 vol. 17, z. 2, s.107–124.
- J Szulborska-Łukaszewicz, Trends in cultural policy (1989–2014) (I), [w:] „Zarządzanie w kulturze” [red.] E. Kocój, E. Orzechowski, J. Szulborska-Łukaszewicz, 2015 wol. 16, z.3, s. 221–240.
- J. Szulborska-Łukaszewicz, Problemy artystów-wykonawców i podmiotów prywatnych zajmujących się produkcją i organizacją występów na żywo w Polsce w kontekście dialogu społecznego. Przypadek teatru [w:] Badania w sektorze kultury: przyszłość i zmiana (red.) A. Konior, O. Kosińska, A. Pluszyńska, Wydawnictwo Attyka, ss. 211-246, Kraków 2021.
- Agnieszka Paczyńska, Joanna Szulborska-Łukaszewicz, Raport krajowy: Polska [w:] Agnieszka Paczyńska, Mapa dialogu społecznego w prywatnym sektorze występów na żywo w Bułgarii, Czechach, Polsce, Rumunii i Serbii, PEARLE, EAEA, s. 30-51, 2021.